# غوردون ريد (قسيس)
غوردون ريد (بالإنجليزية: Gordon Reid)‏ هو قسيس بريطاني، ولد في 28 يناير 1943 في هاويك ‏ في المملكة المتحدة.